# Tunel na Broadway (Los Angeles)
Tunel na Broadway byl tunel pod kopcem Fort Moore Hill v centru Los Angeles v Kalifornii. Prodlužoval ulici North Broadway (tehdy Fort Street) od ulice Temple Street severovýchodně na křižovatku ulic Cesar E Chavez Avenue a Buena Vista Street, která převzala pojmenování North Broadway po spojení s touto ulicí.

## Historie
Myšlenka na vybudování tunelu se objevila už v únoru roku 1891. Záměrem bylo prodloužit Broadway Street dále na severovýchod směrem k tehdejší Buena Vista Street, čímž by vznikla široká přímá ulice vedoucí od jižních hranic města až do oblasti Eastside.
Úřad městského inženýra připravil projekt počátkem března roku 1895. Hlavním argumentem pro vybudování tunelu byla úleva od houstnoucí dopravy a neustálých dopravních zácp na rohu ulic First Street a Spring Street.

### Výstavba
Práce na tunelu započaly 2. listopadu 1899, kdy asi 25 dělníků u budoucího severního portálu odstraňovalo překážky bránící stavbě. 20. ledna 1900 ráno byl jeden z dělníků u severního portálu zasypán dvaceti tunami zeminy. Zřícená výdřeva kolem muže vytvořila kapsu, která ho zachránila před rozdrcením.
Stavba si vyžádala přemístění 38 228 m3 (50 000 cu yd) zeminy a spotřebovala 3 058 m3 (4 000 cu yd) betonu a 1,25 milionu cihel na vyzdění tunelu. Kromě tunelu v parku Fairmount Park ve Filadelfii, který byl široký 12 m (39 ft), byl tunel na Broadway nejširším tunelem tohoto typu v USA . Podle článku v Los Angeles Times by se tou dobou dokončovaný tunel na Third Street vešel do tunelu na Broadway tak, že by zůstal dostatek místa pro vybudování chodníku širokého až 2,4 m (7,9 ft).
Tunel byl dokončen a otevřen pro dopravu v sobotu 17. srpna 1901. Byl 230 m (750 ft) dlouhý, 12 m (39 ft) široký a 6,7 m (22 ft) vysoký se sklonem 6% k severovýchodu. Celkové náklady činily 66 tisíc tehdejších USD.

### Rekonstrukce
Roku 1915 byl tunel uzavřen kvůli rekonstrukci. Kvůli snížení hluku z dopravy byla instalována dřevěná vozovka, která byla snížena, aby se dosáhlo zmenšení jejího sklonu. V tubusu byl vybudován falešný strop. Kvůli snížení vozovky v tunelu bylo nutno změnit sklon ulice North Broadway v úseku od Temple Street až k tunelu. Stěny byly obloženy keramickými kachlemi. Schodiště na čele jižního portálu bylo protaženo do výše 20 m (66 ft) až na úroveň terénu na Fort Moore Hill.
Rekonstrukce byla dokončena a tunel byl znovu otevřen pro dopravu začátkem února 1916. Kvůli velké důležitosti tunelu jakožto dopravní tepny, kterou denně proudily tisíce automobilů a chodců, byla u příležitosti otevření uspořádána v sobotu 19. února téhož roku ceremonie, při které byl tunel formálně předán městu.

### Demolice
Tunel byl uzavřen 2. června 1949 a následně zdemolován kvůli výstavbě dálnice Hollywood Freeway (U.S. Route 101) skrz centrum města. Kvůli stavbě byl odtěžen celý Fort Moore Hill, kterým tunel procházel. Ulice Broadway, dříve vedená zbořeným tunelem, překonává dálnici po nadjezdu.